# Montes de Miranda de Ebro y Ameyugo

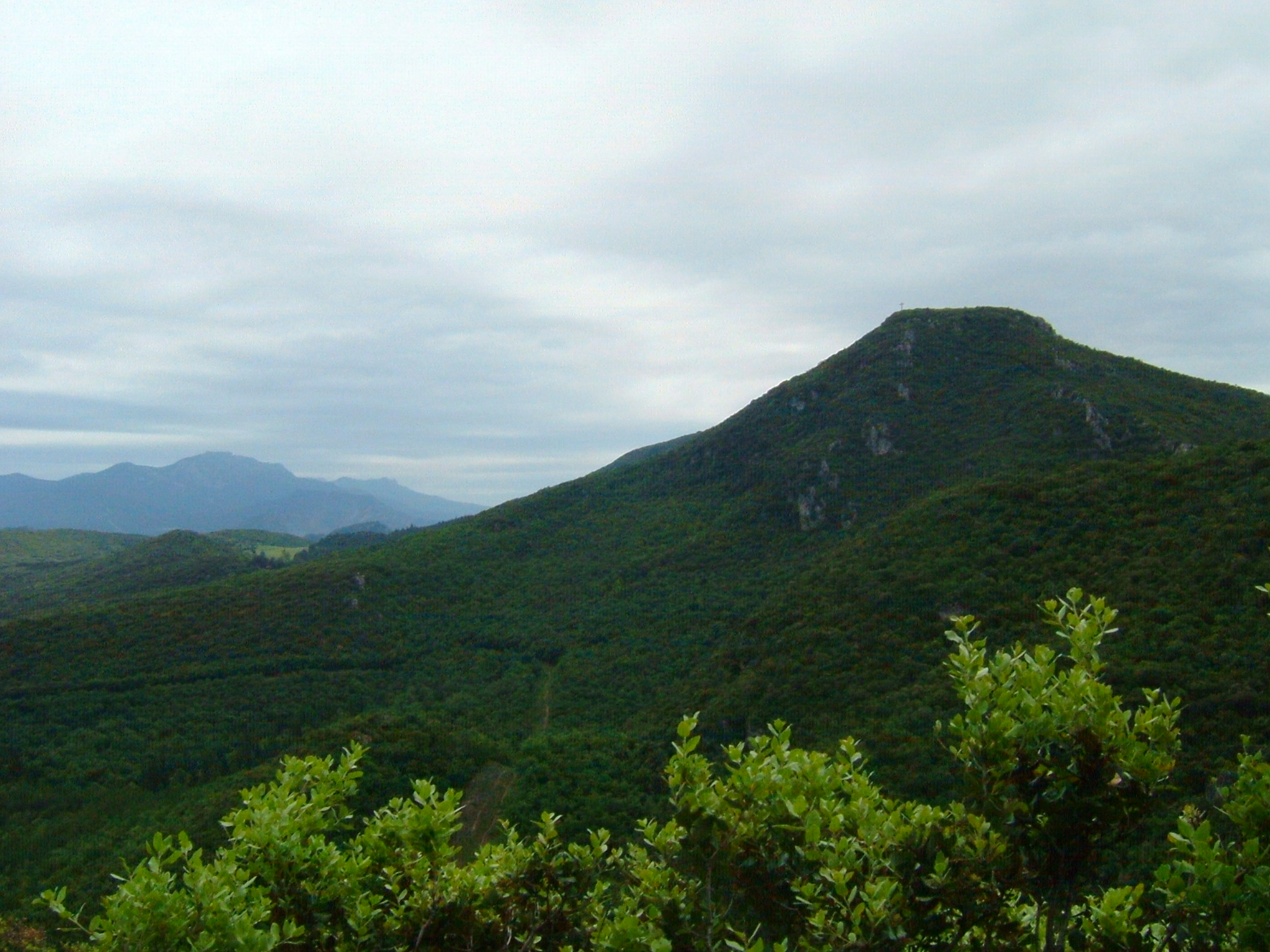
Cruz de Motrico en los Montes de Miranda.

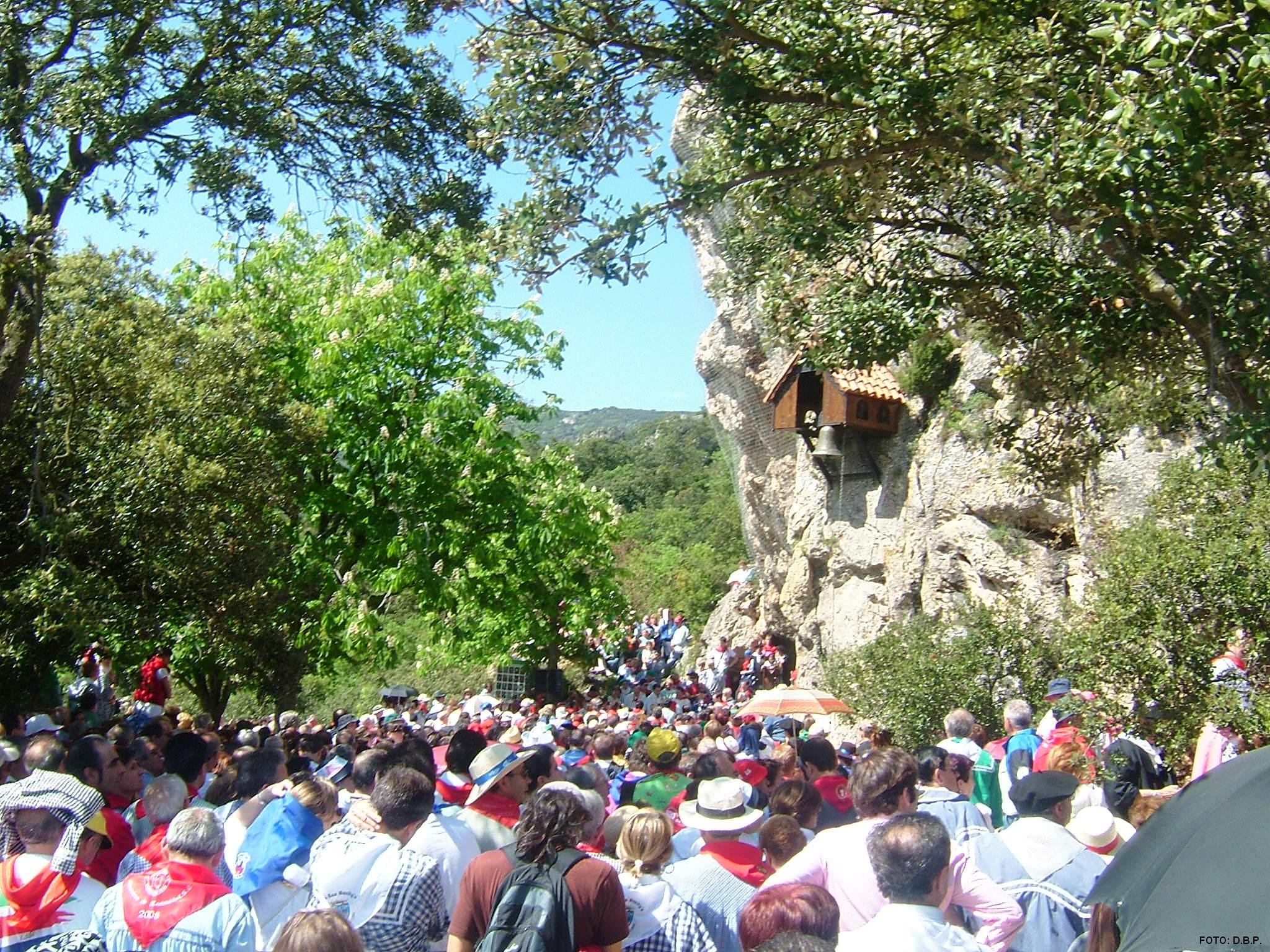
Misa en la ermita de San Juan del Monte.

Los Montes de Miranda de Ebro y Ameyugo, popularmente llamados Monte de Miranda o Monte de San Juan, son una Zona especial de conservación (ZEC) de España, en el este de la provincia de Burgos limitando con Álava y La Rioja. Geográficamente pertenece a la comarca del Ebro y queda situado en el extremo oriental de los Montes Obarenes y al sur de la ciudad de Miranda de Ebro. En este lugar se celebran las fiestas de San Juan del Monte.

## Características
- Código Natura 2000:

ZEPA - ES4120095
ZEC - ES4120095
- Clima - Mediterráneo continentalizado.
- Extensión - 3.633,03 ha.
- Altitud:

Mínima: -
Media: 678 m
Máxima: ± 1000 m
- Localización: W/E (Greenwich).

Longitud - W 2º 57' 16".
Latitud - N 42º 38' 25".
Los montes tienen una altitud media de 678 m s. n. m. Las zonas más elevadas tienen ciertas escarpaciones y llegan, en ciertos puntos, a unos 1000 metros de altitud. Los núcleos de población afectados son Ameyugo, Bugedo, Miranda de Ebro y Pancorbo.
Los mayores factores de riesgo y vulnerabilidad de los Montes de Miranda de Ebro y Ameyugo son los riesgos de incendios forestales, presión urbanística y de uso público, instalación de parques eólicos.

### Zona Natural de Esparcimiento

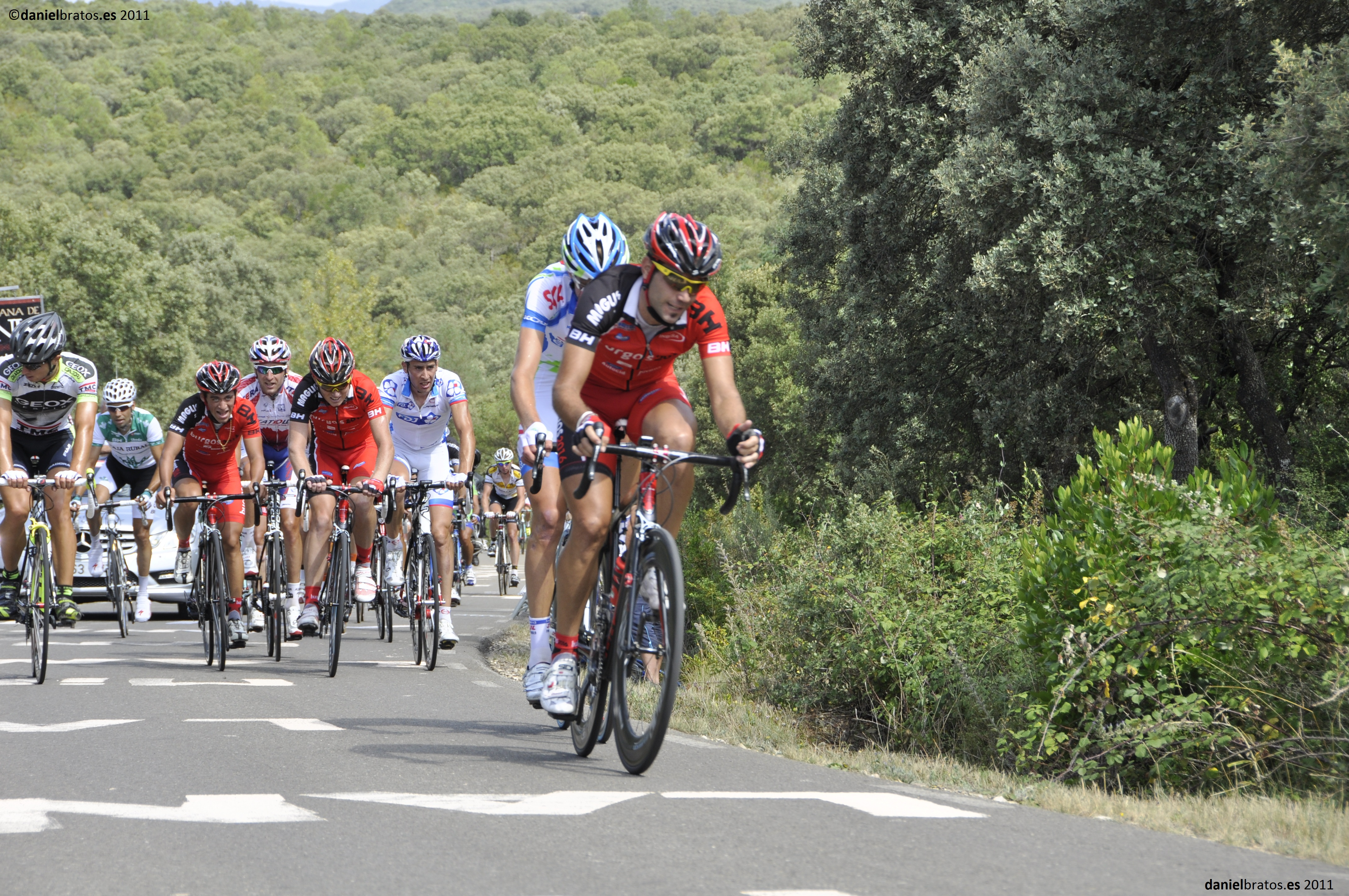
Ascenso del pelotón al alto de San Juan del Monte en Miranda de Ebro(2011).

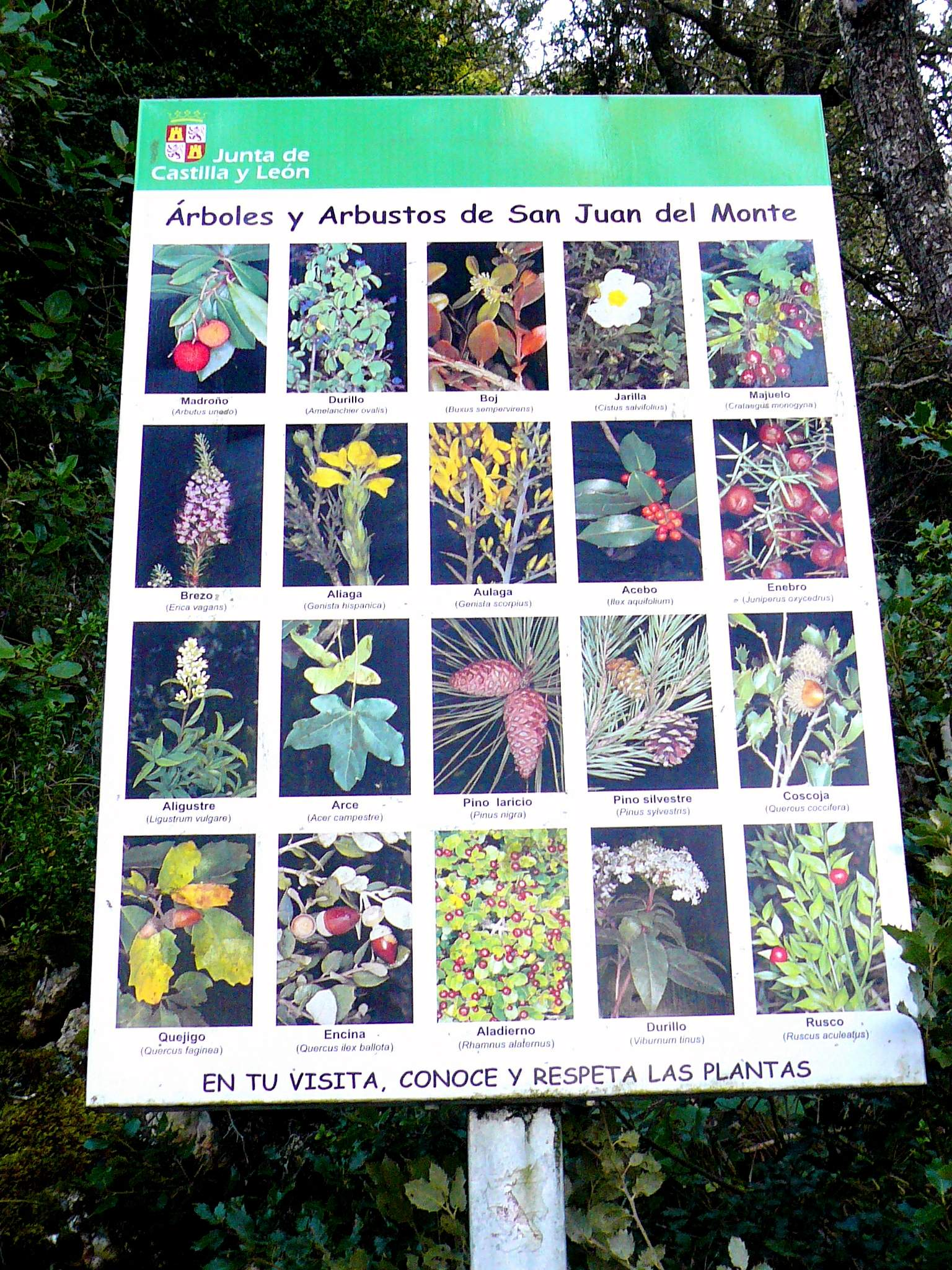
Cartel informativo de las variedades botánicas en el paraje de San Juan del Monte.

El paraje de los Montes de Miranda de Ebro y Ameyugo supone una vasta extensión de unas 3.600 hectáreas aproximadamente, aunque sólo una pequeña zona es la declarada como Zona Natural de Esparcimiento. Es en esta zona donde transcurren las fiestas de San Juan del Monte y donde existen numerosas casetas que dan cobijo a las cuadrillas el lunes de San Juan del Monte, así como diferente equipamiento público como aparcamientos, fuentes de agua potable, aseos, juegos infantiles, etc.
El Monte de Miranda es la principal zona de ocio natural que disponen los mirandeses durante el año. Es habitual observar gente practicando deportes como el senderismo o el ciclismo. No en vano, la subida al alto de San Juan del Monte es uno de los finales de etapa habituales durante la Vuelta a Burgos. La carretera de acceso trasera supone un puerto corto de tercera categoría cuyas últimas rampas superan el 9% de media y con máximas del 14%.

### Flora
La vegetación de altura se basa en pastizales y robledos. En la zona media de las elevaciones montañosas abundan zonas arbustivas y boscosas con matorrales, robledales, encinares y pinares. Esta situación se mantiene hasta alcanzar el valle del Ebro.
Aguas abajo de Miranda de Ebro, hasta el límite provincial con Álava y La Rioja, todavía se mantienen algunos bosques de ribera bastante bien conservados. La existencia de ríos y arroyos ha formado profundos barrancos, mientras que en la vega del río Ebro aparecen cultivos y huertas.
La zona posee un excepcional estado de conservación donde destaca el sabinar de Juniperus phoenicea (sabina mora) y Buxus sempervirens (Boj).

### Fauna
Destaca la población de Buitre leonado con 159 parejas en 2005 y cuya importancia es de nivel internacional. Es uno de los pocos lugares de Castilla y León donde aparece el Águila Perdicera (2 parejas en 2005).

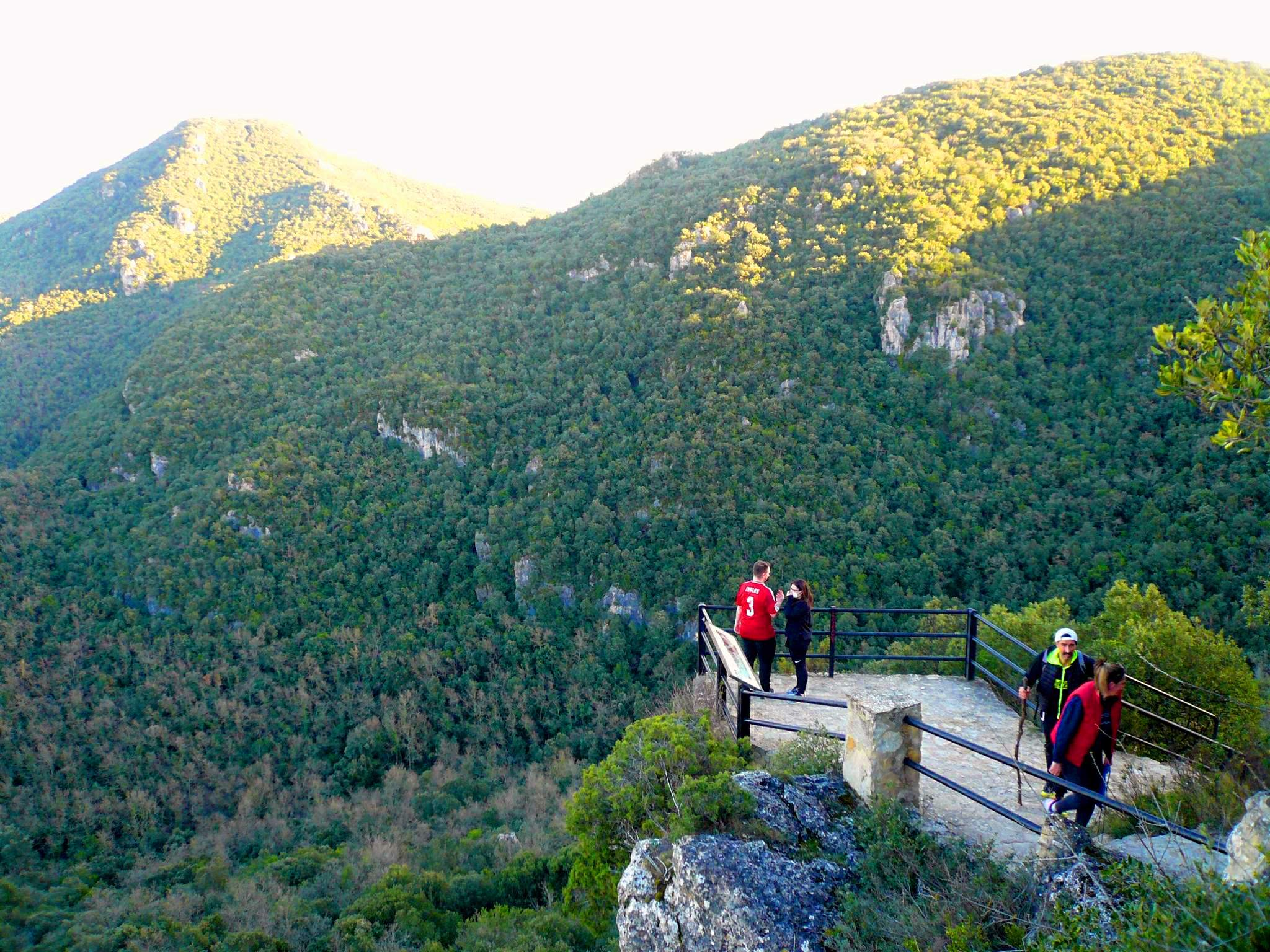
La Cruz de Motrico desde el mirador de la Ermita de San Juan del Monte.